# Савур-могила

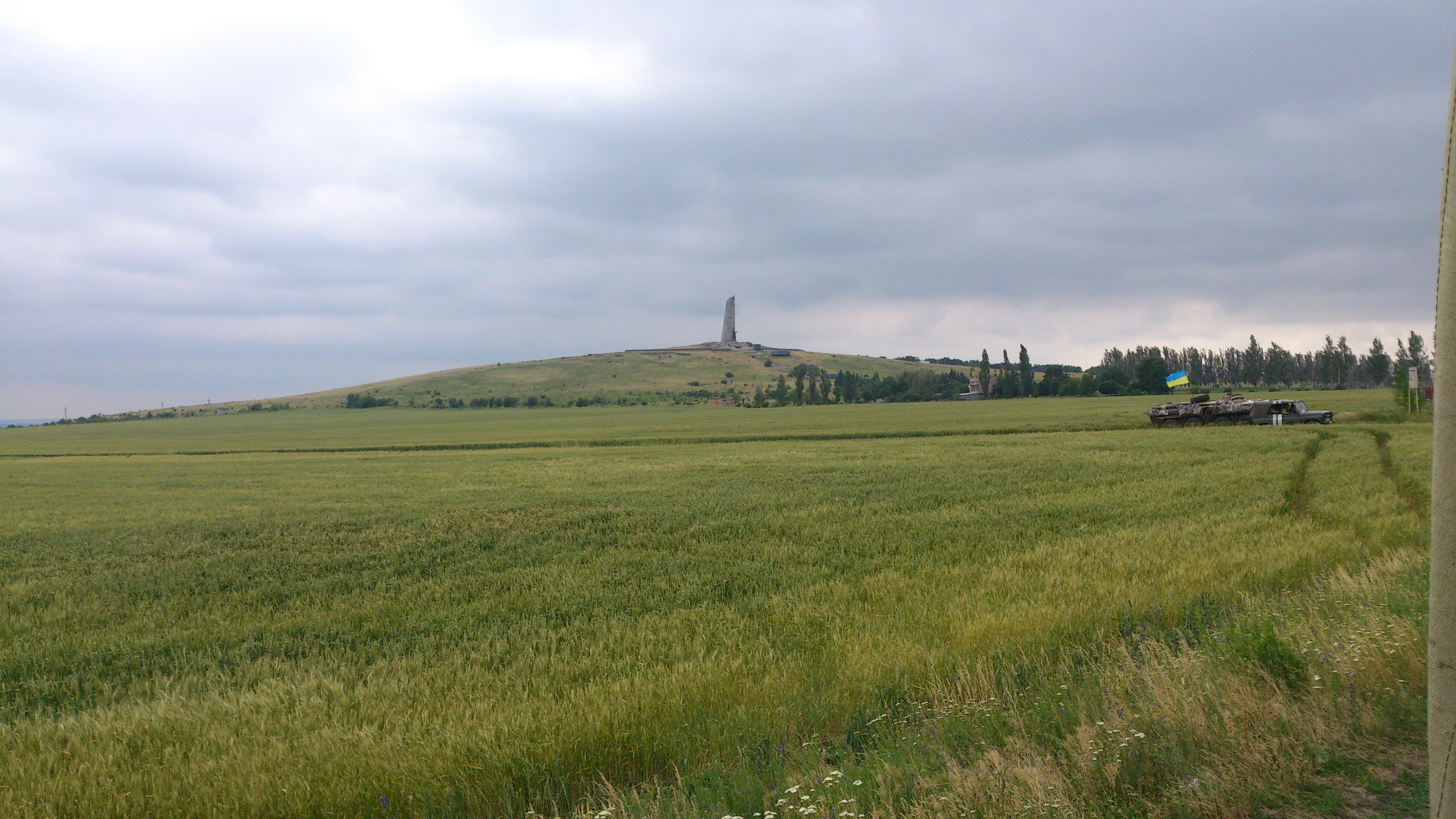
Савур-могила 2014

Саву́р-моги́ла — курган у східній частині Донецької області, висотою 277,9 м над рівнем моря, за 12 км на південь від міста Сніжне. Розташована на потрійному стику меж Луганської, Донецької областей та державного кордону України (Ростовська область, РФ). Перебуває в межах регіонального ландшафтного парку «Донецький Кряж».

## Етимологія
Слово «савур» походить від тюркського «сауир», у слов'янській вимові «саур, савур» — степова височина зі згладженим вершком круглої форми неначе кінський круп (дослівний переклад тюркського слова «сауир»). Народна етимологія пояснює її назву як назву могили козака Савура або Сави чи Савки, який загинув на височині в нерівному бою з ординцями.

## Легенди та перекази
Існує українська легенда про козака Савура, який:
За іншою легендою, Клим Савур був молодим селянином, над нареченою якого поглумився місцевий пан. Савур став народним месником і зібрав людей навколо себе. Вони грабували панів та роздавали награбоване бідним. За цією легендою після смерті Савура люди також насипали шапками над його могилою високий курган. З цією легендою пов'язаний ще один топонім — Леонтіївський ліс, названий за ім'ям Леонтія, брата Савура.
Відомо й декілька варіантів козацької думи «Втеча трьох братів з міста Азова, з турецької неволі» про втечу трьох братів з турецької твердині Азова, згідно з якою на Савур-могилі помер покинутий старшими наймолодший брат. Для героїв цієї думи Савур-Могила була символом свободи, і вони прагнули до неї.
|  | А третя — буйний вітер із ніжок валяє. До Савур-могили доходжає, На Савур-могилі безпечно оддихать лягає |

|  | То теє промовляв,До Савор-могили прибував, Од голоду, ран знемагав, Під Савор-могилою спочивав. |

|  | Отоді ж то до Савур-могили добігали, І на Савур-могилі три дні й три ночі спочивали |

Крім цієї легенди, побутують інші легенди та думи. Кобзарі співали, що на Савур-могилі поховано козацького героя Морозенка. Одна з козацьких чатових сторож була на Савур-могилі.
|  | Ой, повели Морозенка на Савур-могилу: «Дивись, дивись, Морозенку, на свою Вкраїну!» |

## Історія

### Друга світова війна
У роки Другої світової війни проходили запеклі бої за контроль над Савур-Могилою, як важливою стратегічною висотою. У 1941—42 роках її захищали радянські війська, а влітку 1943 тут був головний спостережний пункт німецьких військ на Міуському фронті. За Донбаської операції бої тут були одні із найзапекліших. Тільки в серпні 1943 року радянським військам вдалося взяти висоту. На згадку про ці події тут створено меморіальний комплекс.

### Незалежна Україна
- У 1991 р. Донецька Крайова організація Народного Руху України в рамках патріотично-історичного просвітницького походу «Козацькими шляхами Донеччини» разом з місцевими мешканцями, творчими колективами вшанували героїв-захисників Батьківщини, що вели бої за Савур-могилу. На вершині Савур-могили зібралися мешканці м. Сніжне, учасники походу з Донецька, Макіївки, Луганська, Тореза та ін. міст Донеччини і Луганщини.
- У 2008 році закладено капсулу з повідомленням прийдешньому поколінню, яку мають розкрити у 2043 році на честь 100-річчя визволення Донбасу від військ Третього Рейху.
- Кожного року на День перемоги 9 травня на Савур-могилі під державним синьо-жовтим і червоним бойовим прапорами проходили урочистості за участю представників української влади, громадських та ветеранських організацій.[джерело?]

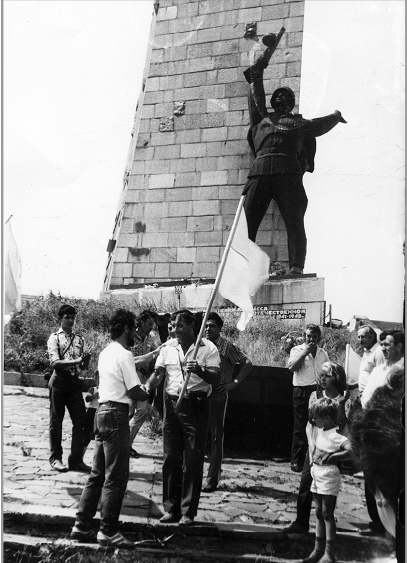
Зустріч Донецької і Луганської делегацій НРУ на Савур-Могилі. 1991 р.
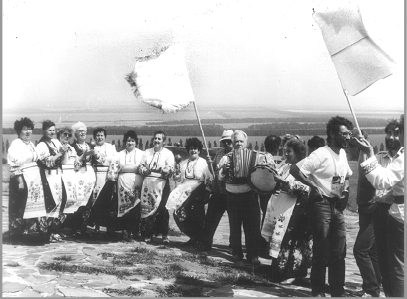
Народні гуляння на Савур-Могилі, 1991 р.
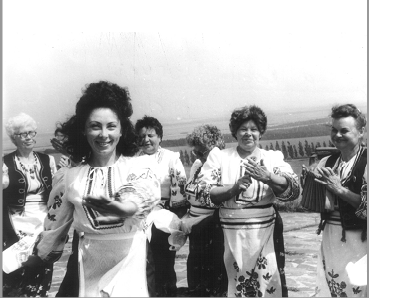
‎Народні гуляння на Савур-Могилі, 1991 р.

### Російсько-українська війна
У 2014 році була захоплена терористичною організацією «ДНР», та була місцем активних боїв під час проведення АТО. В липні 2014 року висота почала відігравати ключову роль під час блокування силами ДНР угруповування сил АТО.
21 серпня 2014 року стела зазнала руйнівного впливу артилерійських ударів та остаточно впала.
8-9 вересня з ознаками нелюдських тортур надійшли тіла українських військових, які загинули під час боїв проти терористів. Волонтери повідомляють, що випадків, коли над військовими знущалися терористи, достатньо. Останки бійців, котрі  знайшли на місці польового табору біля Савур-Могили: тіла  спотворені до невпізнання. Офіцер сил військово-цивільної співпраці Юрій Стоянський: «Там були сліди катувань — відрубані фаланги пальців, руки викручені, шматки тіл, сліди удушшя були». Терористи жорстоко катували українських полонених захисників Савур-Могили. За перший тиждень вересня знайдено тіла 18 загиблих українських воїнів біля Савур-Могили, повідомив керівник волонтерів, голова Союз «Народна пам'ять» Ярослав Жилкін. Також виявлено братську могилу, в якій поховано не менше п'яти осіб.
За 13-14 вересня пошукова група ВГО «Народна пам'ять» виявила під Іловайськом 26 тіл загиблих українських військових:
6 жовтня 2014-го пошуковці ВГО «Народна пам'ять» виявили тіла шістьох українських військових поблизу Савур-Могили, всі тіла були в окопі посеред поля, присипані землею.
9 жовтня радник міністра оборони Олександр Данилюк повідомив, що має підтвердження щодо складання іспитів курсантами Коломенського вищого артилерійського командного училища — здійснювали артилерійські обстріли українських позицій на Савур-Могилі: «Отримано підтвердження, що в артилерійських обстрілах українських позицій на Савур-Могилі з території РФ, брали участь в тому числі курсанти Коломенського вищого артилерійського командного училища, які в такий спосіб складали державні іспити».

## Меморіальний комплекс на Савур-Могилі
На Савур-Могилі у 1969—1975 роках було споруджено меморіальний комплекс на честь військових Червоної Армії, що відвоювали Донбас під час Другої світової війни. Скульптори — Флоріан Коцюбинський, Іван Горовий, Ксанфій Кузнецов, архітектори — Михайло Потипако, Анатолій Ігнащенко, Іван Козлинер. Частина комплексу була зруйнована влітку 2014 року під час вторгнення російських військ в Україну.

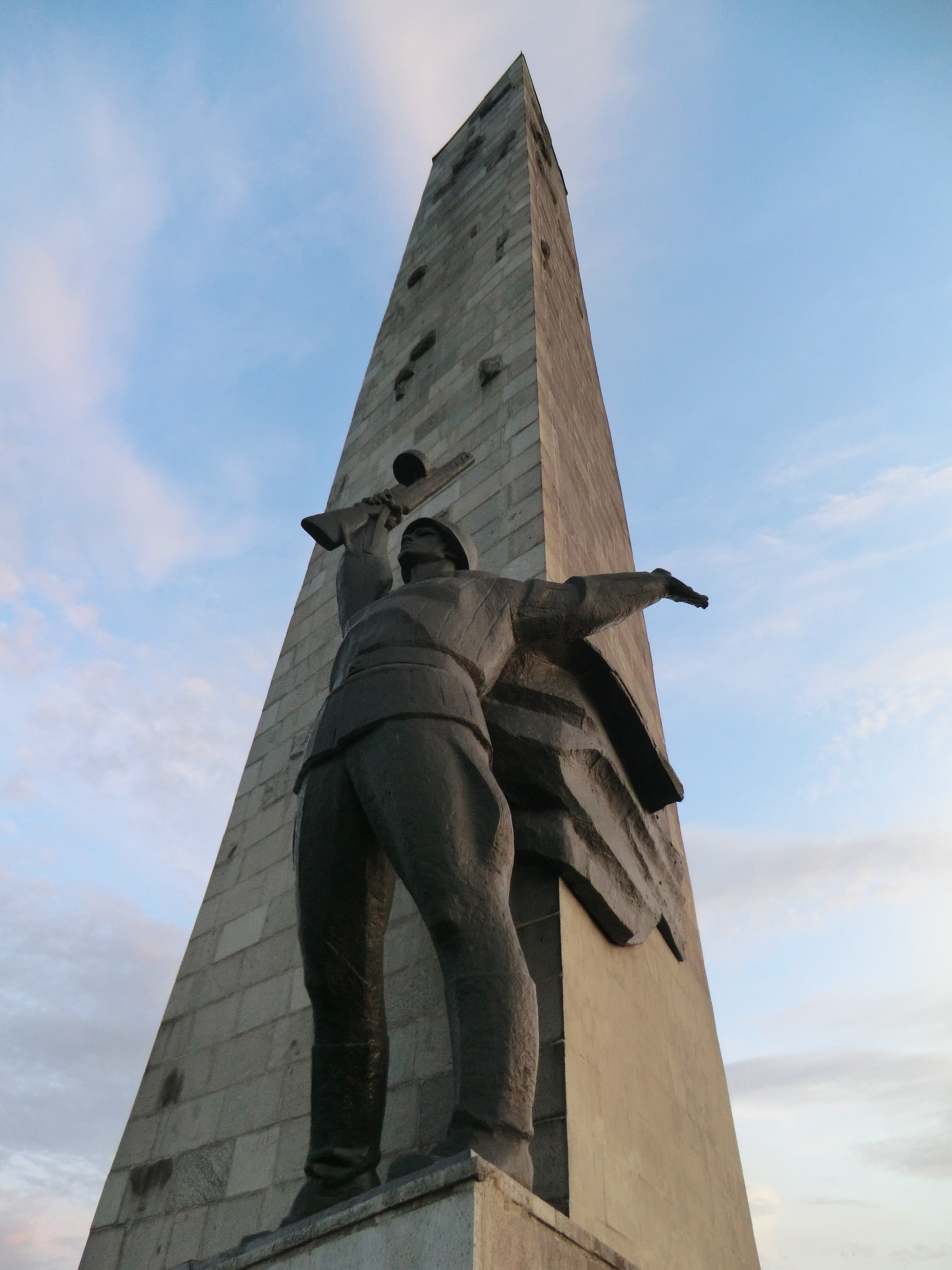
Шпиль комплексу
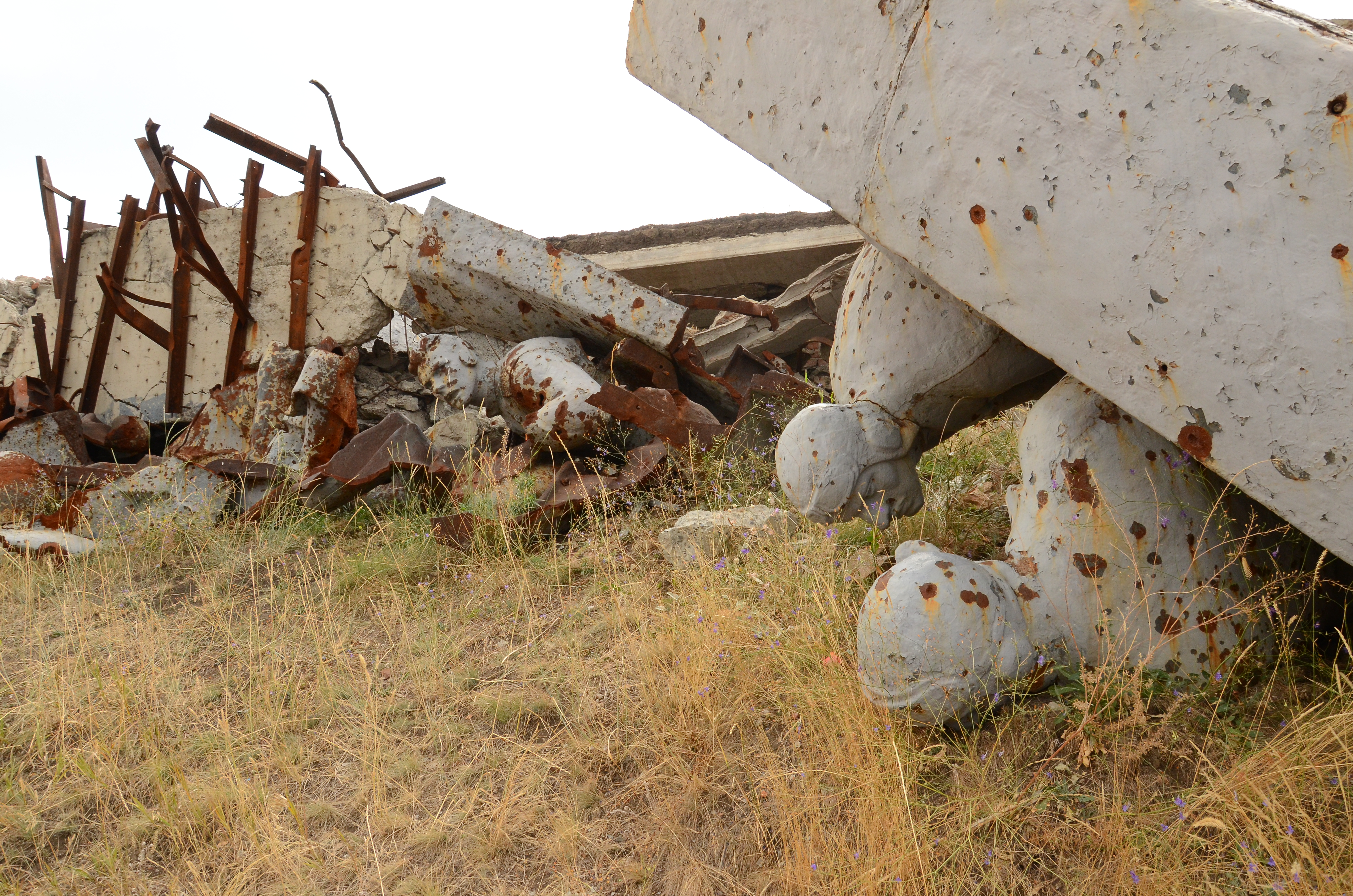
Фрагмент після зруйнування

8 вересня 2022 року відбулося відкриття комплексу після відновлення. Його виконало Російське військово-історичне товариство та Міністерство оборони РФ за 90 днів.  Сліди від обстрілів 2014 року на пам'ятнику та постатях солдатів не прибирали. Також додали три нових пілони, на яких зображені російські окупанти, учасники подій 2014 року — Воха, Гіві, Моторола та Корса.